# Данн (округ Данн, Вісконсин)
Данн (англ. Dunn) — місто (англ. town) в США, в окрузі Данн штату Вісконсин. Населення — 1473 особи (2020).

## Демографія
Згідно з переписом 2010 року, у місті мешкали 1524 особи в 598 домогосподарствах у складі 418 родин. Було 643 помешкання
Расовий склад населення:
| - 96,3 % — білих - 1,5 % — азіатів - 0,5 % — корінних американців - 0,3 % — чорних або афроамериканців |

До двох чи більше рас належало 1,2 %. Частка іспаномовних становила 0,6 % від усіх жителів.
За віковим діапазоном населення розподілялося таким чином: 23,2 % — особи молодші 18 років, 62,5 % — особи у віці 18—64 років, 14,3 % — особи у віці 65 років та старші. Медіана віку мешканця становила 42,1 року. На 100 осіб жіночої статі у місті припадало 108,8 чоловіків;  на 100 жінок у віці від 18 років та старших — 107,8 чоловіків також старших 18 років.
Середній дохід на одне домашнє господарство  становив 65 643 долари США (медіана — 55 804), а середній дохід на одну сім'ю — 74 620 доларів (медіана — 65 833). Медіана доходів становила 50 938 доларів для чоловіків та 32 279 доларів для жінок. За межею бідності перебувало 12,0 % осіб, у тому числі 13,4 % дітей у віці до 18 років та 18,1 % осіб у віці 65 років та старших.
Цивільне працевлаштоване населення становило 790 осіб. Основні галузі зайнятості: освіта, охорона здоров'я та соціальна допомога — 21,5 %, виробництво — 20,9 %, роздрібна торгівля — 13,5 %, будівництво — 9,4 %.